# Serpopard

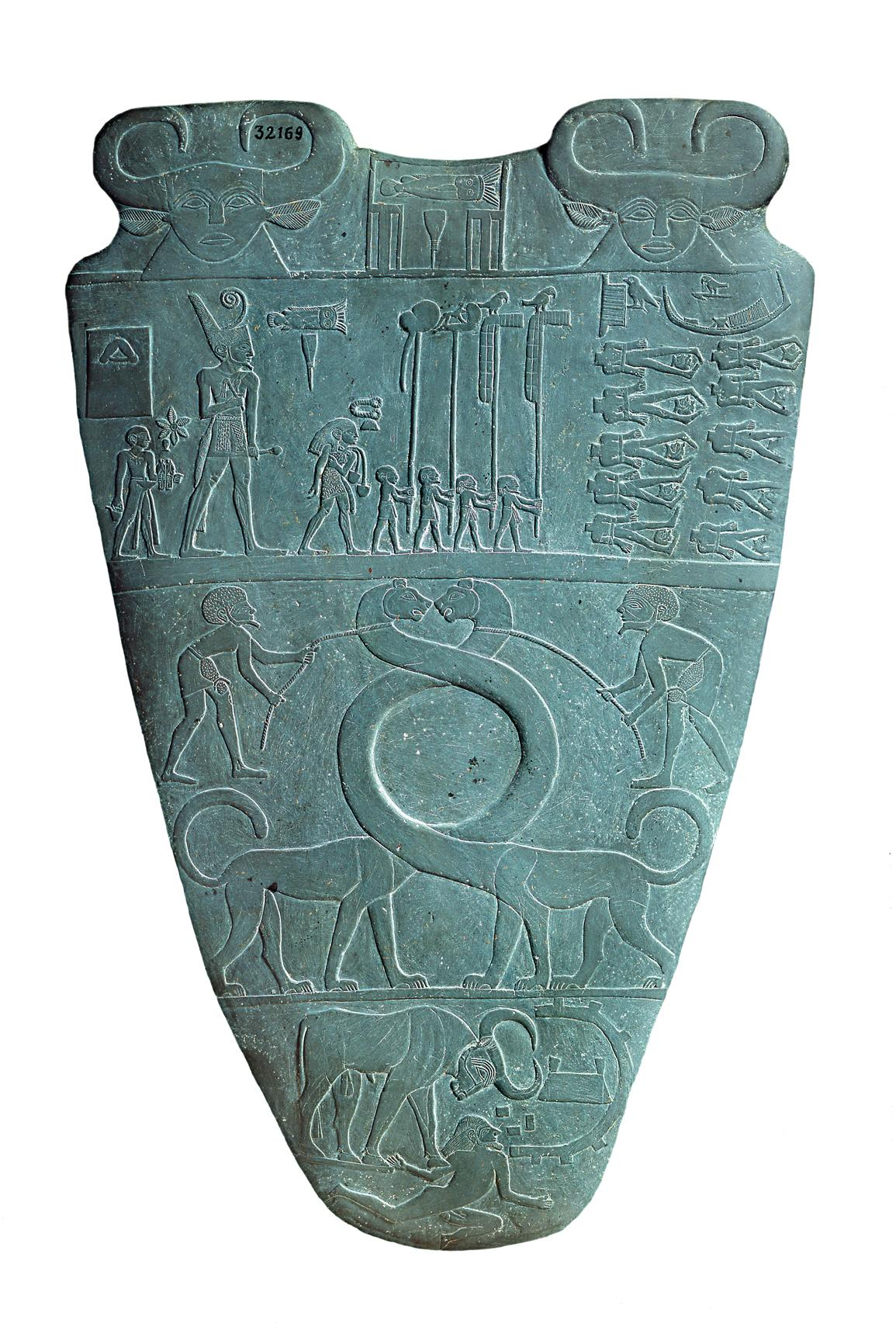
Dwa splecione serpopardy na rewersie Palety Narmera – ok. 3100 p.n.e.

Serpopard – współczesny termin dla określenia mitycznego stworzenia znanego ze sztuki starożytnego Egiptu i Mezopotamii. 
Słowo „serpopard” to połączenie słów serpent (wąż) i leopard (lampart), wynikające z interpretacji, że fantastyczna istota stanowi połączenie ciała lamparta (lub innego przedstawiciela kotowatych) z długą szyją przypominającą ciało węża. W starożytnych tekstach nie pojawia się jakiekolwiek określenie na to stworzenie. Najbardziej znane przedstawienia to paleta Narmera z Nechen i pieczęć cylindryczna z Uruk.